# 尼馬哈縣 (堪薩斯州)
尼馬哈縣（英語：Nemaha County，縮寫NM）是美国堪薩斯州東北部的一個縣，北鄰內布拉斯加州，面積1,863平方公里。根據2020年美國人口普查，共有人口10,273人。縣治塞尼卡（Seneca）。該縣成立於1855年8月30日，縣名來自尼馬哈河（Nemaha River，源自苏语，但其義已無從考究）。